# Свети Архангел Михаил (Теологос)
Вижте пояснителната страница за други значения на Свети Архангел Михаил.
„Свети Архангел Михаил“ (на гръцки: Ιερός Ναός Αρχαγγέλου Μιχαήλ) е възрожденска православна църква в село Теологос на остров Тасос, Егейска Македония, Гърция, част от Филипийската, Неаполска и Тасоска епархия на Вселенската патриаршия.
Храмът е разположен в Пера махала, на 300 m от църквата „Света Богородица“. Край храма са открити основи от по-стара църква, която поради големите си размери 9,75 на 19,75 m и дебелина на зида 0,85 m, може би е била главната църква на селото. Ктиторският надпис на наследилата я по-малка църква е разположен в триъгълна ниша над входа, но вече е труден за разчитане и се чете единствено датата 25 юли 1859 година.
В архитектурно отношение представлява еднокорабен храм с дървен покрив и външни размери 7,80 / 6,50 m, като площта му е 50,70 m2, а дебелината на стените 0,65 m. На западната страна има три греди за трем. Вратата е единична, издигната с една стъпка от външността и от наоса. В западната част на южната стена има втора, затворена врата. Наосът е квадратен 5,05 / 5,05 m, като олтарното пространство е издигнато. Подът е покрит с белите пло. Осветява се от един южен прозорец.
Иконостасът е дървен, с две врати. Като се започне от ляво има следните икони: „Свети Симитър“, „Света Богородица“, „Исус Христос“, „Свети Йоан Кръстител“ (1964), „Архангел Михаил“ (1953). Таблата са високи. Светилището има протезис и диаконикон, като на северната стена има още една малка правоъгълна ниша. Олтарът е мраморен и полукръгъл и вероятно произлиза от по-голямата църква. Покривът е от плочи.